# Dasymys nudipes
Dasymys nudipes és una espècie de mamífer rosegador de la família dels múrids. És endèmic dels altiplans centrals d'Angola. Els seus hàbitats naturals són els herbassars humits i les zones humides. Es desconeix si hi ha cap amenaça significativa per a la supervivència d'aquesta espècie. El seu nom específic, nudipes, significa ‘peu nu’ en llatí.